# UNESCO-conventie inzake illegale handel in culturele goederen
De UNESCO-conventie inzake illegale handel in culturele goederen, officieel UNESCO Convention on the Means of Prohibiting and Preventing the Illicit Import, Export and Transfer of Ownership of Cultural Property (“Overeenkomst inzake de middelen om de onrechtmatige invoer, uitvoer en eigendomsoverdracht van culturele goederen te verbieden en te verhinderen”) is een internationale overeenkomst om de illegale handel in kunstvoorwerpen, veelal cultureel erfgoed, tegen te gaan en te voorkomen. 

## Geschiedenis
De overeenkomst kwam tot stand in de context van de dekolonisatiegolf van de jaren 1950: de nieuw-onafhankelijke staten drongen enerzijds aan op restitutie van hun cultureel erfgoed in westerse musea, en waren anderzijds bezorgd om het verdere verlies van erfgoed, in een periode van onzekerheid en overgang. Hoewel de voormalige kolonisatoren erg terughoudend reageerden op de vragen om restitutie uit hun musea, wilden zij wel meewerken aan het stopzetten van de illegale handel. In 1960 machtigde de Algemene Vergadering van UNESCO de directeur-generaal om tegen de volgende sessie een rapport voor te stellen om de illegale handel tegen te gaan. In april 1964 werd een expertengroep aangesteld om een ontwerpovereenkomst op te stellen, die uiteindelijk op 14 november 1970 werd ondertekend te Parijs. Het verdrag zou van kracht worden, drie maanden na ratificatie door minstens drie lidstaten, hetgeen op 24 april 1972 het geval was.  

## Ratificatie
De conventie was in maart 2019 door 137 lidstaten geratificeerd, waaronder België (31 maart 2009) en Nederland (17 oktober 2009), maar nog niet door Suriname.